# Сап-ан-Ож
Сап-ан-Ож (фр. Sap-en-Auge) — муніципалітет у Франції, у регіоні Нижня Нормандія, департамент Орн. Сап-ан-Ож утворено 1 січня 2016 року шляхом злиття муніципалітетів Орвіль i Ле-Сап. Адміністративним центром муніципалітету є Ле-Сап. Населення — 958 осіб (01.01.2021).